# Laurus novocanariensis
Cet article concerne Laurus canariensis Webb & Berthel., syn. de Laurus novocanariensis. Pour Laurus canariensis Willd., voir Apollonias barbujana.
Espèce
Synonymes
- Laurus canariensis[2]

Laurus novocanariensis, le Laurier des Canaries, est une espèce de plantes à fleurs de la famille des Lauraceae et du genre Laurus. Elle est endémique de Macaronésie et précisément des îles Canaries et de Madère.

## Taxinomie et nomenclature
Cette espèce a été décrite en 1846 par Philip Barker Webb et Sabin Berthelot sous le nom de Laurus canariensis. Or l'épithète spécifique canariensis avait déjà été employée de manière valide par Carl Ludwig Willdenow en 1809 pour désigner une autre espèce de Laurus, le nom binominal Laurus canariensis Willd. était donc prioritaire et Laurus canariensis Webb & Berthel. devait être renommé. Ce n'est qu'en 2002 que Salvador Rivas Martínez (es), Mário Fernandes Lousa (es), José Antonio Fernández Prieto (es), Eduardo Días, José Carlos Costa et Carlos Aguiar l'ont renommé Laurus novocanariensis.